# Strategisch kernwapen
Een strategisch kernwapen is een kernwapen dat is bedoeld om in geval van een oorlog strategische doelen uit te schakelen (commandocentra, lanceerinrichtingen voor kernraketten maar ook zware (militaire) industrie en steden) en zo het algehele vermogen van de tegenstander om oorlog te voeren zo veel mogelijk uit te schakelen.
Strategische wapens moeten worden onderscheiden van de zogeheten tactische kernwapens, die bedoeld zijn voor gebruik op het slagveld en dienen ter ondersteuning van een aanval met conventionele wapens. Strategische kernwapens hebben een grote explosieve kracht, variërend ongeveer 100 kiloton tot meerdere megatonnen, en zijn geschikt om grote gebieden volledig te verwoesten.
Strategische kernwapens waren ten tijde van de Koude Oorlog een belangrijk onderdeel van de nucleaire afschrikkingsdoctrine (Mutual assured destruction): zij geven de mogelijkheid om bij een nucleaire aanval van een vreemde mogendheid een groot deel van die mogendheid (steden, industrie en bevolking) te vernietigen. Veel strategische wapens bevinden zich daarom aan boord van kernonderzeeërs, om te verzekeren dat er steeds genoeg operationele kernwapens zouden zijn om de tegenstander zware schade toe te brengen.
Vanaf 1969 (Strategic Arms Limitation Talks) zijn er onderhandelingen geweest tussen de Verenigde Staten en de Sovjet-Unie om de hoeveelheid strategische wapens te reduceren.